# Idiochroa demissa
Idiochroa demissa är en fjärilsart som beskrevs av Turner 1922. Idiochroa demissa ingår i släktet Idiochroa och familjen mätare. Inga underarter finns listade i Catalogue of Life.